# Suhpalacsa donckieri
Suhpalacsa donckieri is een insect uit de familie van de vlinderhaften (Ascalaphidae), die tot de orde netvleugeligen (Neuroptera) behoort. 
Suhpalacsa donckieri is voor het eerst wetenschappelijk beschreven door Navás in 1912.